# Johann Friedrich von Kageneck
Johann Friedrich Friedolin von Kageneck, född den 1 april 1741 i Freiburg im Breisgau, död den 4 mars 1800 i Madrid, var en österrikisk greve och diplomat. Han var morbror till Klemens von Metternich. 
von Kageneck blev 1778 minister i Sverige. Då hans gemål, född prinsessa von Salm, inte ville foga sig i den svenska hovetiketten och fordrade rätt att omfamna drottningen i stället för att kyssa hennes hand, kunde hon inte presenteras vid hovet, och när hon besökte en allmän fest på börsen i Stockholm, där hovet var närvarande, fick hon befallning att avlägsna sig. På grund av detta och troligen även på grund av den köld, som uppstått mellan Sverige och Österrike till följd av Gustav III:s hållning i bayerska tronföljdskriget, begärde von Kageneck inom kort sitt återkallande. Hans avskedsaudiens i juli 1779 gav anledning till nya etikettstvister och ett utbyte av diplomatiska noter med ömsesidiga klagomål. Den österrikiska sändebudsposten i Stockholm förblev sedan i flera år obesatt. De diplomatiska förbindelserna upprätthölls av lägre tjänstemän. Näste ordinarie innehavare av posten var Johann Philipp von Stadion, som anlände 1787.